# Leif Force
Leif Force (1983) è un giocatore di poker statunitense.
Ha vinto un braccialetto WSOP nell'evento $3.000 Heads Up No Limit Hold'em/Pot Limit Omaha alle WSOP 2012. Alle WSOP 2006 ha chiuso all'11º posto il Main Event vinto poi da Jamie Gold; l'anno seguente ha chiuso al 31º posto.
Al World Poker Tour ha centrato un tavolo finale, mentre nel circuito dell'European Poker Tour vanta un piazzamento a premi.